# Rojava
Rojava (tiếng Kurd: [roʒɑˈvɑ] "miền Tây") là một khu tự trị trên thực tế bao gồm ba tổng tự quản nằm ở miền bắc Syria, gọi là tổng Afrin, tổng Jazira và tổng Kobanî, cũng như vùng Shahba. Khu vực này giành được quyền tự trị nhờ vào cuộc xung đột Rojava và cuộc nội chiến Syria đang tiếp diễn, thiết lập và mở rộng một thể chế nhà nước thế tục dựa trên cơ sở xã hội chủ nghĩa dân chủ, bình đẳng giới, và phát triển bền vững của Liên bang Dân chủ.
Còn được biết đến dưới tên Kurdistan thuộc Syria hay Tây Kurdistan (Rojavayê Kurdistanê), Rojava được những người theo chủ nghĩa dân tộc Kurd xem là một trong bốn phần của Đại Kurdistan, cùng với Đông Nam Thổ Nhĩ Kỳ (Bắc Kurdistan), Bắc Iraq (Nam Kurdistan), và Tây Bắc Iran (Đông Kurdistan). Tuy nhiên, Rojava là một khu vực đa dân tộc và là nơi cư ngụ của cả người Kurd, người Ả Rập, người Assyria và người Turkmen, với một số cộng đồng người Armenia, người Circassia và người Chechnya xen lẫn. Sự đa dạng này được thể hiện qua hiến pháp, xã hội và chính trị nơi đây.
Theo Hiến pháp được sửa đổi tháng 12 năm 2016, tên chính thức của thể chế quản lý khắp Rojava là Liên bang Dân chủ Bắc Syria. Dù duy trì được một số quan hệ ngoại giao, các tổng trong Rojava không được chính phủ Syria hay bất kỳ nhà nước và tổ chức quốc tế nào công nhận quyền tự trị. Nhiều người tin chế độ quản lý này có thể sẽ là cơ sở cho một nước Syria liên bang sau này.